# ヴィレッジ・ヴァンガードの夜
『ヴィレッジ・ヴァンガードの夜』（A Night At The "Village Vanguard" ）は、ジャズ・サックス奏者ソニー・ロリンズのライブ・アルバム。1957年11月3日、ニューヨークのジャズ・クラブ、ヴィレッジ・ヴァンガードで行われた演奏を収録している。レコード番号BLP1581。

## 解説
ロリンズにとって初のライブ・アルバムであり、また、会場のヴィレッジ・ヴァンガード側としても、本作で初めて実況録音の舞台となった。この会場はその後、ビル・エヴァンスの『サンデイ・アット・ザ・ヴィレッジ・ヴァンガード』『ワルツ・フォー・デビイ』、ジョン・コルトレーンの『ライヴ・アット・ザ・ヴィレッジ・ヴァンガード』といった、ジャズ史に残るライブ・アルバムの舞台となった。
ロリンズは当日、午後の部で5曲、夜の部で15曲演奏。午後の部と夜の部ではバック・バンドが違うが、いずれもサックス・ベース・ドラムの3人編成。夜の部ではエルヴィン・ジョーンズと初共演した。プロデューサーのアルフレッド・ライオンは、この日の録音のうち4曲を破棄し、残り16曲から6曲を選んでアルバムに収録した。「チュニジアの夜」は午後の部からで、あとは夜の部からの選曲。

## 収録曲
1. オールド・デヴィル・ムーン - Old Devil Moon（B. Lane, E. Y. Harburg）
2. 朝日のようにさわやかに - Softly, As in a Morning Sunrise（O. Hammerstein II, S. Romberg）
3. ストライヴァーズ・ロウ - Striver's Row（Sonny Rollins）
4. ソニームーン・フォー・トゥー - Sonnymoon for Two（S. Rollins）
5. チュニジアの夜 - A Night in Tunisia（D. Gillespie, F. Paparelli）
6. 言い出しかねて - I Can't Get Started（V. Duke, I. Gershwin）

## コンプリート・ヴィレッジ・ヴァンガードの夜
当日の録音のうち、廃棄されず倉庫に眠っていた10曲は、1970年代になって発掘・発売された。そして1999年、オリジナル盤のレコーディング・エンジニアだったルディ・ヴァン・ゲルダーの監修とリマスタリングにより、16曲全部を演奏された順に並べた2枚組CD『コンプリート・ヴィレッジ・ヴァンガードの夜』が登場。日本では2007年10月現在、『コンプリート・ヴィレッジ・ヴァンガードの夜Vol.1』と『～Vol.2』の2枚がバラ売りとなっている。

### 収録曲
Vol.1
1. チュニジアの夜 - A Night In Tunisia（D. Gillespie, F. Paparelli）
2. アイヴ・ガット・ユー・アンダー・マイ・スキン - I've Got You Under My Skin（Cole Porter）
3. チュニジアの夜（イヴニング・テイク）
4. 朝日のようにさわやかに（別テイク）
5. フォア - Four（Miles Davis）
6. イントロダクション - Introduction
7. ウディン・ユー - Woody'n' You（D. Gillespie）
8. イントロダクション -Introduction
9. オールド・デヴィル・ムーン - Old Devil Moon（B. Lane, E. Y. Harburg）

Vol.2
1. 恋とは何でしょう - What Is This Thing Called Love（C. Porter）
2. 朝日のようにさわやかに - Softly, As In A Morning Sunrise（O. Hammerstein II, S. Romberg）
3. ソニームーン・フォー・トゥー - Sonnymoon For Two（Sonny Rollins）
4. 言い出しかねて - I Can't Get Started（V. Duke, I. Gershwin）
5. 四月の思い出 - I'll Remember April（Raye, DePaul, Johnston）
6. ゲット・ハッピー - Get Happy（H. Arlen, T. Koehler）
7. ストライヴァーズ・ロウ - Striver's Row（S. Rollins）
8. オール・ザ・シングス・ユー・アー - All The Things You Are（O. Hammerstein II, J. Kern）
9. ゲット・ハッピー（ショート・ヴァージョン）

## 演奏メンバー
- ソニー・ロリンズ - テナー・サックス
- ドナルド・ベイリー - ベース（午後の部）
- ピート・ラロカ - ドラム（午後の部）
- ウィルバー・ウェア - ベース（夜の部）
- エルヴィン・ジョーンズ - ドラム（夜の部）